# Cataulacus muticus
Cataulacus muticus är en myrart som beskrevs av Carlo Emery 1889. Cataulacus muticus ingår i släktet Cataulacus och familjen myror. Inga underarter finns listade.